# نهائي بطولة الأندية الآسيوية 1990–91
نهائي بطولة الأندية الآسيوية 1990–91 (دوري أبطال آسيا حالياً) هي مباراة كرة قدم لعبت بين نادي استقلال طهران الإيراني ونادي لياونينغ وإنتهت المباراة بفوز استقلال طهران بنتيجة 2–1. ليتوّج استقلال طهران بطلاً لبطولة الأندية الآسيوية للمرة الثاني في تاريخه.

## تفاصيل المباراة
| استقلال طهران | 2 – 1 | لياونينغ |
| ------------- | ----- | -------- |
|               |       |          |

## وصلات خارجية
- http://www.rsssf.com/tablesa/ascup91.html#cc